# Lancia Fulvia
Lancia Fulvia je osobní automobil nižší střední třídy, který v letech 1963 až 1976 vyráběla italská automobilka Lancia. Jejím předchůdcem byla Lancia Appia a jejím nástupcem byla Lancia Beta. Vůz se vyráběl jako čtyřdveřový sedan nebo dvoudveřové kupé a také verze Sport. Tuto speciální verzi navrhla a vyráběla karosárna Zagato, s využitím šasi verze kupé. Vůz měl motor vpředu a pohon předních kol. Automobil byl poprvé představen na autosalonu v Ženevě v roce 1963. Odvozené závodní verze byly ve své době mimořádně úspěšné.

## Specifikace

### Šasi
Konstrukce automobilu Lancia Fulviabyla byla navržena Antoniem Fessiou, design Piero Castagnero z Centro Stile Lancia. Šlo o náhrada za model Lancia Appia, se kterým neměla téměř žádné společné komponenty, což bylo dáno i tím, že zatímco Lancia Appia měla ještě pohon zadních kol, Lancia Fulvia přešla na pohon předních kol, který se teprve začínal prosazovat. Celková technická konstrukce modelu Lancia Fulvia byla velmi podobná s modelem Lancia Flavia, který se začal vyrábět o dva roky dříve (Lancia Fulvia byl vůz nižší střední třídy, Lancia Flavia byla střední třída). Hlavní odlišností byl motor, a to nejen z hlediska objemu, ale především z hlediska konstrukce.
Nezávislé zavěšení vpředu využívalo vahadla a jednu listovou pružinu, zatímco vzadu byla použita nosníková náprava s Panhardovou tyčí. Již první série vozů Fulvia byla vybavena kotoučovými brzdami Dunlop na všechna kola. Při uvedení druhé série v roce 1970 byly brzdy dále vylepšeny většími třmeny Girling  a posilovačem brzd. Změnila se také konstrukce ruční brzdy. 

### Motory
- 1091 cm³ V4
- 1216 cm³ V4
- 1199 cm³ V4
- 1231 cm³ V4
- 1298 cm³ V4
- 1584 cm³ V4

## Designové studie a speciály

### Lancia Fulvia Sport Spider (1968)
Na říjnovém autosalonu v Turíně v roce 1968 milánská karosárna Zagato ukázala dvoumístný roadster Fulvia Sport Spider, který vycházel z modelu Fulvia Sport. Prototyp měl podobné linie jako Fulvia Sport, ale měkká střecha se skládala pod zapuštěný kryt. Vůz byl laděn do červené barvy. Sedadla, palubní deska a volant byly potaženy odpovídající kůží. Na voze byly namontovány světlomety s plexisklovým krytem. Vnější detaily jako černá přední mřížka chladiče a zadní světla odvozená od Peugeotu 202 předznamenávaly Fulvii Sport řady 2 z roku 1970.

### Lancia Fulvia 1600 HF Competizione
Lancia Fulvia 1600 HF Competizione  byla designová studie, ale navržená tak, aby byla co nejblíže případné výrobě, o které se vážně uvažovalo. Design tohoto supersportovního vozu vytvořil mladý designér Tom Tjaarda ve studiu Carrozzeria Ghia (Tjaarda se narodil v USA, ale po otci byl nizozemského původu a skoro celý život pracoval v Itálii). Vůz byl poprvé představen na Ženevském autosalonu v březnu 1969, kde sklidil velký úspěch.
Pro karoserii byl zvolen hliník. Celková linie odrážela stylistické rysy tehdejších sportovních vozů: spojené linie, široké prosklení, ostře klínovitá příď, výsuvné světlomety a vysoká, zkrácená záď, která bez přerušení navazovala na linii střechy. Interiér byl velmi spartánský, jak bylo u sportovních vozů té doby obvyklé. Nejvýraznějším designovým prvkem však bylo výškově nastavitelné křídlo, které bylo možné skrýt v zádi, pokud nebylo potřeba. Křídlo nebylo jen estetickým doplňkem: protože Fulvia měla pohon předních kol, sloužilo ke změně proudění vzduchu směrem k zádi a tím ke zvýšení přítlaku při vyšších rychlostech.
Zdá se, že se plánoval další vývoj vozu a následná výroba. Po úspěšném autosalónu v Ženevě byl vůz dále mírně upraven. Tato verze označovaná Evoluzione měla mimo jiné nové černé aerodynamické doplňky a kapotu motoru s nápadným vstupem vzduchu. Modifikované verze absolvovala rozsáhlé testy na okruhu v Le Mans.

## Závodní verze

### Lancia Fulvia 2C
Tento sedan poprvé soutěžil v rallye na Rallye Monte Carlo 1964. Na Rallye San Remo 1965 zvítězil ve své kategorii.

### Lancia Fulvia HF

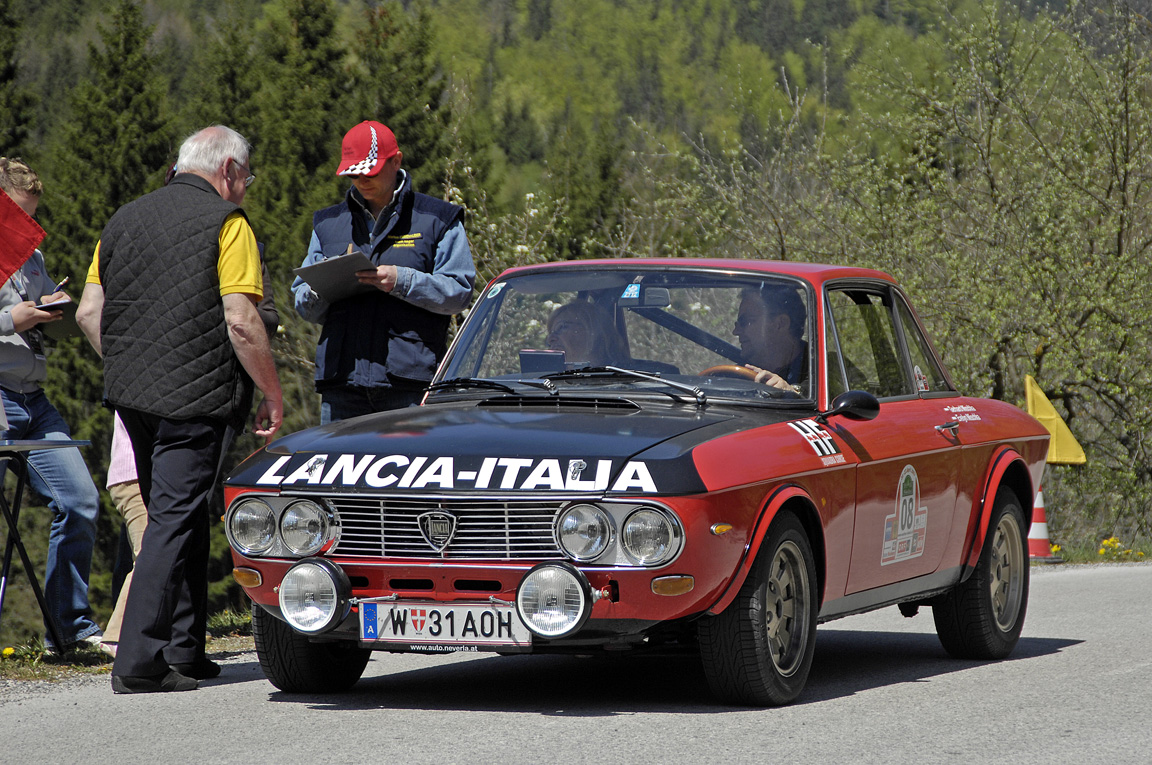
Lancia Fulvia HF

Fulvia HF již vycházela z kupé. Prvním startem byla Korsická rallye 1965. Při Rallye San Remo 1966 již tento vůz zvítězil absolutně. S vozem začal startovat Ove Andersson a pravidelně se umisťoval na stupních vítězů. Tým Lancia Racing pak angažoval Sandra Munariho, který dokázal zvítězit na Korsice. Harry Källström se s tímto vozem stal mistrem Evropy 1969. Ve stejném roce byl homologován typ s motorem 1584 cm³ a pětistupňovou převodovkou, který dosahoval rychlosti 212 km/h. Vůz měl dva karburátory Dell Orto, výkon 165 koní a točivý moment 172 Nm. Källström zvítězil na Španělské rallye 1973 a RAC Rallye 1973, Munari na Rallye Monte Carlo 1972, Rally Costa Brava 1973 a stal se mistrem Evropy pro rok 1973. To už ale tým plně vyvíjel nový speciál Lancia Stratos HF.